# Mikuláš Müller
Mikuláš (Nikolaus) Müller  (před 1540 – před 25. únorem 1587 Praha) byl pražský dvorní zlatník doby manýrismu, obchodník a bankéř.

## Život
Pocházel z německé jazykové oblasti, ale jeho přesný původ není doložen (Norimberk?). Jeho počátky v Praze se datují sporem se zlatníkem Tomášem roku 1565. V letech 1565–1588 pracoval ve službách arcivévody Ferdinanda Tyrolského, kde poznal svou manželku Julianu alias Jolku, vdovu po dvorním služebníkovi Rebennikovi. Pocházela v Nizozemí a přivedla si děti Jana a Zuzanu. Po Ferdinandově smrti Müller pracoval pro císaře Maxmiliána II. a zejména pro císaře Rudolfa II. Zhotovoval hlavně nádobí a měl na starosti také opravy. Bydlel na Malé Straně.
Když zbohatl, přikoupil v letech 1572-1576 další tři domy, nejprve honosný nárožní v Thunovské ulici, pak druhý u strahovské brány, a k němu přikoupil sousední dům roku 1583. Po Mikulášově časné smrti vdova dostala ještě zaplaceno od císařské dvorní komory za poslední dílo: pohár typu nautilus.
Epitaf se skupinovým portrétem Müllerovy rodiny pod scénou Vzkříšení Páně namaloval Müllerův zeť, dvorní malíř císaře Bartholomeus Spranger asi roku 1588 pro retábl oltáře malostranské kaple sv. Matěje při kostele sv. Jana v Oboře, na jehož hřbitově byl Müller pohřben. Dnes je obraz vystaven v Národní galerii v Praze (ve Schwarzenberském paláci). Spranger se s Mikulášovou dcerou Kristinou oženil roku 1585.
Müller ve své závěti z roku 1586 jmenoval Sprangera mezi poručníky vdovy Juliany a sirotků, z nichž Jakub Müller se stal zlatníkem v Bratislavě, Mikuláš se jím měl stát také, ale dal se na studia a zemřel mladý. Vdova vedla živnost se svým prvorozeným synem z prvého manželství, zlatníkem a kupcem Janem Rebennikem, až do smrti v roce 1591.

## Dílo
Jako zlatník dělal kresebné návrhy a zhotovoval hlavně stříbrné nádobí, ve službách arcivévody i císaře měl na starosti také opravy. Dochovaly se jeho kresby a návrhy rytin, provedené v dílně Egidia Sadelera. Významný objem jeho práce spočíval v obchodování a půjčování peněz. Mezi jeho věřitele patřili nejbohatší úředníci císařova dvora, jako například Adam z Hradce nebo Petr Vok z Rožmberka.